# Action éducative à domicile
Pour un article plus général, voir Assistance éducative en France.
Ne doit pas être confondu avec Action éducative en milieu ouvert (AEMO).
 (décembre 2024).
Si vous disposez d'ouvrages ou d'articles de référence ou si vous connaissez des sites web de qualité traitant du thème abordé ici, merci de compléter l'article en donnant les références utiles à sa vérifiabilité et en les liant à la section « Notes et références ».
L'action éducative à domicile,, aide éducative à domicile ou accompagnement éducatif à domicile (AED) est une des mesures de l'aide sociale à l'enfance (ASE) mise en place par les conseils départementaux français, dans le cadre de la loi du 5 mars 2007. Elle s'effectue à la demande des parents ou sur proposition des services sociaux, à la suite d'une information préoccupante (IP) déposée à la cellule de recueil des informations préoccupantes (CRIP). Cette mesure administrative est contractuelle. Elle nécessite donc l'accord des parents. Elle vise le bien-être de l'enfant et ses bonnes relations familiales, ainsi qu'un soutien des parents dans leurs fonctions parentales.
Une évaluation est préalablement établie par un centre médico-social (CMS) de secteur. Si un danger est repéré, un projet pour l'enfant (PPE) est proposé par le Responsable Territorial.
L'AED repose sur une libre adhésion, ce qui la distingue de l'action éducative en milieu ouvert (AEMO), celle-ci étant ordonnée par le juge des enfants. Leur action reste cependant comparable.
L'AED peut être « interne » et relever des services du département ou « externe » et confiée à une association.
La fédération nationale de l'AEMO et de l'AED du secteur associatif en France est le Carrefour national de l'action éducative en milieu ouvert (CNAEMO), présidé depuis 2015 par Salvatore Stella également membre du Conseil national de la protection de l'enfance (CNPE).